# 彭侯

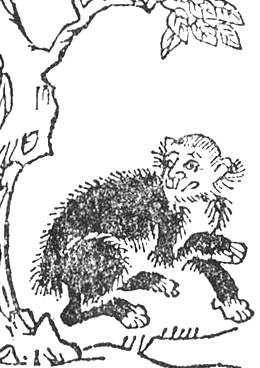
寺島良安『和漢三才図会』より「彭侯」

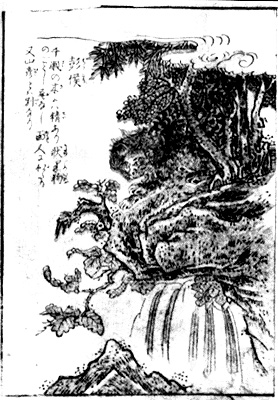
鳥山石燕『今昔百鬼拾遺』より「彭侯」

彭侯（ほうこう）は、中国に伝わる木の精霊。

## 中国の伝承
生えてから1000年たった木に取り憑くといわれている。中国の怪異説話集『捜神記』によると、呉の時代に敬叔と言う人物がクスノキの大木を切ると、血が流れて人の顔を持つ犬のような彭侯が現れ、煮て食べると犬の味がしたとある。また同書によれば、中国の聖獣・白沢が述べた魔物などの名を書き記した白沢図の中に、彭侯の名があると記述されている。

## 日本における彭侯
彭侯の名は江戸時代の日本にも伝わっており、当時の怪談集『古今百物語評判』、百科事典『和漢三才図会』、鳥山石燕による妖怪画集『今昔百鬼拾遺』にも中国の妖怪として紹介されている。『和漢三才図会』では『本草綱目』からの引用として前述の敬叔の逸話を述べており、彭侯を木の精、または木魅（木霊）のこととしている。
山中の音の反響現象である山彦は、木霊（木の霊）が起こすと考えられたことから、かつて彭侯は山彦と同一視されることもあった。江戸時代の妖怪画集である『百怪図巻』や『画図百鬼夜行』などにある、犬のような姿の山彦の妖怪画は、この彭侯をモデルにしたという説もある。